# Sheriffens Broder
Sheriffens Broder er en amerikansk stumfilm fra 1919 af John Ford.

## Medvirkende
- Pete Morrison som Sheriff Pete Larkin
- Hoot Gibson som Lonnie Larkin
- Yvette Mitchell som Conchita
- Jack Woods som Ben Crawly
- Duke R. Lee som Slim